# Французька Гвінея
Французька Гвінея (фр. Guinée française) — колишнє французьке колоніальне володіння в Західній Африці. 
Колонія Французька Гвіана була утворена 1891 року з колонії Рів'єр дю Сюд. Колонією керував лейтенант-губернатор, підлеглий генерал-губернатору колонії Сенегал. З 1904 року цей порядок підпорядкування був формалізований шляхом утворення колоніального об'єднання Французька Західна Африка. 
Після Другої світової війни Четверта Французька республіка почала розширювати політичні права своїх колоній, і Французька Гвіана отримала статус «заморської території». Коли 1958 року утворилася П'ята французька республіка, Французький Союз був перетворений у Французька співдружність, і на територіях, що входили до складу колишньої Французької Західної Африки, були проведені референдуми. Населення Французької Гвінеї проголосувало за незалежність, і 1958 року утворено незалежну державу Гвінея.